# John Kunkel Small
Pour les articles homonymes, voir Kunkel et Small.
John Kunkel Small est un botaniste américain, né le 31 janvier 1869 à Harrisburg et mort le 20 janvier 1938.

## Biographie
Il est le fils de George H. et de Catherine K. Small. Il obtient son Bachelor of Arts au Franklin et Marshall College en 1892. Il obtient son doctorat à l’université Columbia en 1895. Il se marie l’année suivante a Elizabeth Wheeler dont il aura trois enfants.
De 1895 à 1899, il est conservateur de l’herbier de l’université Columbia, de 1898 à 1906, conservateur de l’herbier du Jardin botanique de New York, conservateur-chef de 1906 à 1932 et enfin, à partir de 1932, conservateur et chef de la recherche associé. Il obtient un Doctorat of Sciences en 1912.
Small est notamment l’auteur de : A Monograph of the North American Species of the Genus Polygonum (1895), Flora of the Southeastern States (1902, réédité en 1913), Flora of Miami (1913), Flora of Lancaster County (1913), Florida Trees (1913), Flora of the Florida Keys (1913), Shrubs of Florida (1913), Ferns of Tropical Florida (1918), Ferns of Royal Palm Hammock (1918), From Eden to Sahara, Florida’s Tragedy (1929), Manual of Southeastern Flora (1932), Ferns of Vicinity of New York (1935).